# Merkfähigkeit
Unter Merkfähigkeit versteht man die Fähigkeit aufgenommene Informationen über einen Zeitraum von etwa 10 Minuten im Gedächtnis zu behalten und wieder abrufen zu können. Die Merkfähigkeit ist abhängig von unterschiedlichen Einflussfaktoren wie Stimmung, Wachheit, emotionaler Gehalt der zu merkenden Inhalte oder Erregungsniveau.
In Abgrenzung von allgemeinen Gedächtnisstörungen liegt bei der Merkfähigkeitsstörung die Betonung auf der mangelnden Fähigkeit zur Wiedererkennung und dem Abrufen neuer Informationen.
Die Abnahme der Merkfähigkeit wird innerhalb verschiedener psychischer Störungen als Symptom genannt, so u. a. bei depressiven Episoden, Angststörungen, Alkoholabhängigkeit sowie als eines der Leitsymptome bei Demenz.

## Schweregrad
Innerhalb der Psychopathologie (im psychopathologischer Befund) spricht man von leichten bis schweren Merkfähigkeitsstörungen, wenn möglichst neutrale Informationen (wie bspw. gesprochene Worte oder gezeigte Bilder) nicht länger als 10 Minuten gemerkt und wieder abgerufen oder wiedererkannt werden können. Bei leichter Merkfähigkeitsstörung werden zumindest zwei von drei dargebotenen Informationen erinnert, bei schweren selbst unter Hilfestellung keine einzige. Innerhalb des AMDP-Systems für die Erhebung des psychopathologischen Befundes stellt die Merkfähigkeit eine Selbst- und Fremdbeobachtungskategorie innerhalb der Aufmerksamkeits- und Gedächtnisstörungen dar.